# Ultimate Homem-Aranha (2024)
Ultimate Spider-Man (Ultimate Homem-Aranha em português) é uma série de histórias em quadrinhos em andamento sobre o personagem Homem-Aranha, parte do selo Ultimate Universe, escrita por Jonathan Hickman e ilustrada por Marco Checchetto. Começou a ser publicada em janeiro de 2024. A série segue um Peter Parker mais velho que se torna o Homem-Aranha pela primeira vez durante sua fase adulta, já pai de dois filhos (Richard e May) e casado com Mary Jane "MJ" Watson-Parker, ao contrário de sua adolescência inicial/final como na linha principal. A série faz parte da nova linha do tempo do Universo Ultimate da Terra-6160, que coloca vários personagens da Marvel em um status quo sociopolítico radicalmente alterado, incluindo elementos de história alternativa.

## Plot
Após os eventos de Guerras Secretas (2015), Reed Richards se torna O Criador, um super-vilão que reescreveu a história do Universo Ultimate (Terra-1610), impedindo a criação de qualquer super-herói, incluindo o Homem-Aranha. Tony Stark acaba descobrindo sobre a verdade sombria de seu universo e contata Peter Parker para ele ser picado pela a aranha que lhe deu os poderes em seu universo original, podendo ser o Homem-Aranha.

## Personagens

### Personagens principais
- Peter Parker / Homem-Aranha: Esta iteração de Peter Parker da Terra-6160 deveria ter sido picado por uma aranha radioativa na adolescência e se tornado o Espetacular Homem-Aranha. No entanto, o Criador capturou essa aranha, enquanto Peter crescia feliz e saudável, criado por sua tia May e tio Ben após a morte de seus pais. Ele se casou com MJ Watson e teve dois filhos com ela, chamados Richard e May. No entanto, a vida de Peter dá uma guinada aos 35 anos, quando ele recebe um pacote e uma mensagem de Tony Stark. Ele descobre o destino que foi tirado dele e sente que não é quem deveria ser. Depois de algumas palavras (inconscientes) de encorajamento do tio Ben e MJ, Peter permite que a aranha o morda como sempre foi pretendido e se torna o Homem-Aranha.
  - Pico Parker: O traje picotech feito pela Oscorp e fornecido a Peter por Tony Stark, cuja IA copia involuntariamente a mente de Peter, tornando-se um segundo Peter, que o protege quando ele desaparece e treina Richard como o segundo Homem-Aranha.
- Mary Jane " MJ " Watson-Parker: MJ é esposa de Peter Parker e mãe de Richard e May Parker. MJ era modelo e começou a cuidar de sua própria marca. As pessoas gostaram do que ela fazia, o que a levou a ser contratada pela Bayham-Laroche e, posteriormente, a ser contratada pela diretoria da Smith & Altmann. Em um momento não especificado, ela largou o emprego e abriu sua própria empresa de marketing.
- Richard Parker II / Homem-Aranha II: Richard Parker é o filho adolescente de 15 anos de Peter Parker e MJ Watson e irmão mais velho de May Parker. Ele herda o traje picotecnológico logo após o desaparecimento de Peter na edição doze.
- May Parker II: May Parker é filha de Peter Parker e MJ Watson e irmã mais nova de Richard Parker. Ela é a primeira a descobrir a verdadeira identidade de Peter e a sugerir o traje vermelho e azul.
- Ben Parker: No Universo Ultimate, Ben Parker e sua esposa May assumiram a custódia de seu sobrinho de quinze anos, Peter. Embora ainda com o coração partido pela tragédia, o casal criou Peter com amor e afeição incondicionais. Devido às mudanças que o Criador, um viajante do tempo de outro universo, alterou a história do mundo de Ben, em vez de morrer nas mãos de um ladrão que levaria seu sobrinho a uma jornada inspiradora de se tornar o super-herói Homem-Aranha, Ben viveu com sua esposa e viu Peter crescer até a idade adulta, se tornar um marido e depois um pai. Ben eventualmente se tornou o editor-chefe do jornal de Wilson Fisk em Manhattan, The Daily Bugle, onde trabalhou e desenvolveu uma amizade próxima com J. Jonah Jameson. No entanto, Ben deixou o Bugle junto com Jonah quando Fisk decidiu fazer mudanças na empresa que conflitavam com sua ética.
- J. Jonah Jameson: Editor de jornal e grande amigo de Ben Parker. Ele ajuda a fundar o jornal ao lado de Ben depois que eles deixam o Clarim Diário .
- Harry Osborn / Duende Verde: Harry Osborn era filho do ex-CEO da Oscorp Industries, Norman Osborn, e de sua esposa Emily, e atualmente é casado com Gwen Stacy. Ele se torna o vigilante Duende Verde após a morte de seus pais, tendo uma IA modelada em homenagem a seu pai, Norman, para operar sua armadura. Harry é aparentemente morto por Kraven, o Caçador. Descobriu-se que sua morte foi forjada por Gwen para que Harry ainda pudesse operar como Duende Verde sem que sua identidade estivesse em risco.
- Gwen Stacy-Osborn / Mysterio: Gwen Stacy é esposa de Harry Osborn e CEO da Oscorp Industries, corporação da União Norte-Americana. Mais tarde, ela é revelada como membro do Mysterio, onde se infiltrou no Sexteto Sinistro liderado pelo Rei do Crime, tomando o Brooklyn como seu território. Foi ela quem simulou a morte de Harry com sua ilusão para que ele pudesse continuar operando como Duende Verde e levar a luta até o Rei do Crime.

### Organizações
- Clarim Diário: O Clarim Diário é uma empresa jornalística de propriedade de Wilson Fisk, usada como uma máquina de conspiração que lhe dá grande influência sobre a cidade, embora ele ainda tenha que responder aos seus superiores.
- O Jornal: A empresa jornalística independente que Ben Parker e J. Jonah Jameson fundaram para escrever artigos sobre os eventos que ocorreram na cidade de Nova York após ambos renunciarem ao Daily Bugle. Seguindo o conselho de Harry Osborn, Jameson e Ben escreveram a primeira história usando o pseudônimo de "Ben Reilly".
- Sexteto Sinistro: Com seu império criminoso ameaçado pelo surgimento dos vigilantes Homem-Aranha e Duende Verde, Wilson Fisk reuniu cinco de seus melhores e mais perigosos tenentes para eliminar essa ameaça. Os tenentes do Rei do Crime são o Senhor Negativo, que governa o Queens, a primeira Gata Negra, que governa o Bronx, Kraven, o Caçador, que governa Staten Island, o ilusionista Mystério, que governa o Brooklyn, o líder do Submundo, Homem-Toupeira, e o próprio Fisk se reúnem para bolar um plano contra os vigilantes.
- Mercenários: Os Mercenários são um grupo de atiradores assassinos contratado pelo Conselho dos Criadores para eliminar indivíduos que consideram uma ameaça aos seus objetivos. Eles são devotados a Duggary, chegando a arrancar o próprio olho esquerdo quando ele perdeu o seu em uma luta entre ele e Stark. Um Mercenário foi derrotado e mantido em cativeiro no covil do Duende Verde, pois pode haver uma chance de que a maioria dos policiais de Nova York esteja secretamente do lado de Fisk.
- Demônios Internos: Os Demônios Internos são a gangue do Senhor Negativo.
- Oscorp Industries: Uma corporação da União Norte-Americana, anteriormente de propriedade do bilionário Norman Osborn antes de sua morte, Gwen Stacy é a atual CEO da empresa, enquanto seu marido e filho de seu sogro, Harry Osborn, usa a tecnologia da Oscorp e das Indústrias Stane/Stark para construir sua armadura, armas e planador do Duende Verde.

## Recepção
Ultimate Spider-Man #1 esgotou três vezes em apenas dois meses. Se as vendas dos quadrinhos com a capa padrão e as capas alternativas forem consideradas separadamente, ele conseguiu 8 lugares no top 10 dos quadrinhos mais vendidos. Críticos e fãs elogiaram a arte e a história, e compararam-na favoravelmente aos quadrinhos principais do Homem-Aranha, que alguns sentiram que ficaram estagnados após a decisão de terminar o casamento de Peter e MJ em One More Day . Essas vendas são maiores do que as de Invasão Ultimate e do one-shot Ultimate Universe publicado antes dele. Ultimate Spider-Man superou as vendas dos quadrinhos do Homem-Aranha da continuidade principal por 11 dos 12 meses dentro do primeiro ano de lançamento (falhando apenas em julho de 2024).